# Лысуненко, Андрей Афанасьевич
Андрей Афанасьевич Лысуненко (24.11.1912—29.02.1988) — командир стрелкового отделения 3-й роты 548-го стрелкового ордена Кутузова полка (116-я стрелковая Харьковская Краснознамённая ордена Кутузова дивизия, 48-й стрелковый корпус, 52-я армия, 1-й Украинский фронт), участник Великой Отечественной войны, кавалер ордена Славы трёх степеней.

## Биография
Родился 24 ноября 1912 года в селе Тартышевка ныне Пожарского района Приморского края в крестьянской семье. Русский. Окончил 4 класса. Работал на железной дороге.
В Красной Армии с 14 декабря 1941 года призван Пожарским РВК, Приморского края. Лысуненко стал курсантом военного учебного лагеря. В действующей армии с 14 января 1943 года. Воевал на Северо-Западном, Степном (с 20 октября 1944 года – 2-й Украинский) и 1-м Украинском фронтах. Принимал участие в Демянской наступательной операции, Курской битве, Белгородско-Харьковской наступательной операции, освобождении Левобережной Украины, битве за Днепр, Кировоградской, Корсунь-Шевченковской, Уманско-Ботошанской, Ясско-Кишинёвской, Сандомирско-Силезской, Нижнесилезской, Берлинской и Пражской наступательных операциях. В боях четырежды был ранен.
В ходе Ясско-Кишинёвской наступательной операции стрелок 548-го стрелкового полка (116-я стрелковая дивизия, 52-я армия, 2-й Украинский фронт) рядовой Лысуненко 28 августа 1944 года в боях за освобождение города Яссы (Румыния) уничтожил около 10 и взял в плен 3 солдат. 
Приказом командира 116-й стрелковой дивизии генерал-майора Смирнова В. А. 6 сентября 1944 года красноармеец Лысуненко Андрей Афанасьевич награждён орденом Славы 3-й степени.
В октябре 1944 года 116-я стрелковая дивизия была передислоцирована в полосу 1-го Украинского фронта и в январе 1945 года введена на сандомирский плацдарм. В ходе Сандомирско-Силезской наступательной операции части дивизии с боями прошли более 400 километров. 11 февраля 1945 года в районе деревни Луизенталь (Польша) в наступательном бою Лысуненко подносил боеприпасы к станковому пулемёту. Когда командир пулемётного расчёта вышел из строя, заменил его и подавил огонь пулемётной точки противника. В дальнейшем вместе с расчётом пулемёта продвинулся вперёд, захватил удобную позицию на высоте и, ведя огонь по противнику, способствовал закреплению стрелкового подразделения на высоте.
Приказом командующего 52-й армией генерал-полковника Коротеев К. А 31 марта 1945 года ефрейтор Лысуненко Андрей Афанасьевич награждён орденом Славы 2-й степени.
В ходе Пражской наступательной операции 7 мая 1945 года при овладении населённым пунктом Уллерсдорф командир стрелкового отделения гвардии младший сержант Лысуненко при прорыве обороны противника во главе отделения ворвался в расположение врага, захватил несколько домов, которые удерживал до подхода основных сил роты, сразил 3 пехотинцев.
Указом Президиума Верховного Совета СССР от 27 июня 1945 года за образцовое выполнение боевых заданий командования на фронте борьбы с немецкими захватчиками и проявленные при этом отвагу и геройство младший сержант Лысуненко Андрей Афанасьевич награждён орденом Славы 1-й степени.
В 1946 году демобилизован. Вернулся в родные края. Жил в селе Губерово Пожарского района Приморского края. Работал с 1959 года на железной дороге до ухода на пенсию. С 1976 года на пенсии.
Погиб 28 января 1988 года. Похоронен в селе Губерово Пожарского района Приморского края.

## Награды
- Орден Отечественной войны I степени (11.03.1985)[5]

- Полный кавалер ордена Славы:
  - орден Славы I степени (27.06.1945)[6];
  - орден Славы II степени (16.01.1945)[7];
  - орден Славы III степени (06.09.1944)[8];
- медали, в том числе:
  - «В ознаменование 100-летия со дня рождения Владимира Ильича Ленина» (6 апреля 1970)
  - «За победу над Германией в Великой Отечественной войне 1941—1945 гг.» (9 мая 1945[9])[10]
  - «За взятие Берлина» (09.05.1945)
  - «За освобождение Праги» (09.05.1945)[1]
  - «20 лет Победы в Великой Отечественной войне 1941—1945 гг.» (7 мая 1965[11])
  - «30 лет Победы в Великой Отечественной войне 1941—1945 гг.»[12]
  - 40 лет Победы в Великой Отечественной войне 1941—1945 гг.[13]

- - «50 лет Вооружённых Сил СССР» (26 декабря 1967[14])
- Знак «25 лет победы в Великой Отечественной войне» (1970)

## Память
- На могиле установлен надгробный памятник[15].
- Его имя увековечено в Главном Храме Вооружённых сил России, и навсегда запечатлено на мемориале «Дорога памяти»[16].
- На станции была установлена мемориальная доска.